# Terytorium wroga
Terytorium wroga (fr. Forces spéciales) – francuski film wojenny z 2011 roku w reżyserii Stéphane'a Rybojada.
Jego światowa premiera odbyła się we Francji 2 listopada 2011 roku. W Polsce premiera filmu odbyła się 9 marca 2012 roku, a trzy dni później 12 marca w Wielkiej Brytanii.

## Opis fabuły
Elsa (Diane Kruger) jest dziennikarką z powołania. Ma w sobie determinację, a jednocześnie wierzy, że udając się do odległych miejsc, w jakiś sposób będzie zdolna zmienić świat poprzez swoją pracę, zwłaszcza w zakresie emancypacji afgańskich kobiet. Jednak z czasem uświadamia sobie, że sytuacja wygląda zupełnie inaczej. W czasie pobytu w Afganistanie zostaje porwana przez talibskiego przywódcę, który chce zdobyć rozgłos.
Zadanie uwolnienia Elsy otrzymuje grupa komandosów wyszkolonych do działania w ekstremalnych warunkach. Życie na krawędzi to ich żywioł, a ta misja ma być ich kolejnym zadaniem. Dowódcą jednostki jest Kovax (Djimon Hounsou), który ma poczucie obowiązku i honoru. Problem w tym, że Elsa nie została porwana dla okupu, co sprawia, że szanse na negocjacje są niewielkie.

## Obsada
- Diane Kruger jako Elsa Casanova
- Djimon Hounsou jako Kovax
- Denis Ménochet jako kapitan Lucas
- Benoît Magimel jako Tic-Tac
- Raphaël Personnaz jako Elias
- Alain Figlarz jako Victor
- Alain Alivon jako Marius
- Raz Degan jako Zaief
- Tchéky Karyo jako admirał Guezennec